# Asilidotachina elongata
Asilidotachina elongata är en tvåvingeart som beskrevs av Townsend 1931. Asilidotachina elongata ingår i släktet Asilidotachina och familjen parasitflugor.
Artens utbredningsområde är Peru. Inga underarter finns listade.